# Myrsine denticulata
Myrsine denticulata är en viveväxtart som först beskrevs av Heinrich Wawra, och fick sitt nu gällande namn av Edward Yataro Hosaka. Myrsine denticulata ingår i släktet Myrsine och familjen viveväxter. Inga underarter finns listade i Catalogue of Life.